# U-259
Unterseeboot 259 foi um submarino alemão do Tipo VIIC, pertencente a Kriegsmarine que atuou durante a Segunda Guerra Mundial.

## Comandantes
| Comandante         | Data                                             |
| ------------------ | ------------------------------------------------ |
| Kptlt. Klaus Köpke | 18 de fevereiro de 1942 - 15 de novembro de 1942 |

## Subordinação
Durante o seu tempo de serviço, esteve subordinado às seguintes flotilhas:
| Período                                        | Flotilha                                  |
| ---------------------------------------------- | ----------------------------------------- |
| 18 de fevereiro de 1942 - 31 de agosto de 1942 | 5. Unterseebootsflottille (treinamento)   |
| 1 de setembro de 1942 - 15 de novembro de 1942 | 3. Unterseebootsflottille (serviço ativo) |

## Operações conjuntas de ataque
O U-259 participou das seguinte operações de ataque combinado durante a sua carreira:
- Rudeltaktik Lohs (13 de setembro de 1942 - 22 de setembro de 1942)
- Rudeltaktik Blitz (22 de setembro de 1942 - 25 de setembro de 1942)
- Rudeltaktik Delphin (5 de novembro de 1942 - 12 de novembro de 1942)
- Rudeltaktik Wal (12 de novembro de 1942 - 15 de novembro de 1942)